# Ionenfalle (Biologie)
Eine Ionenfalle bezeichnet in der Biologie die Anreicherung von Substanzen in Zellen oder Zellkompartimenten aufgrund der unterschiedlichen Löslichkeit von, aufgrund von Säure-Base-Reaktionen, elektrisch geladenen Molekülen (Ionen) und den ungeladenen neutralen Stoffen. Normalerweise werden so schwache Basen in gegenüber dem übrigen Milieu saurer reagierenden Kompartimenten angereichert. Es kann aber auch dazu kommen, dass sich Substanzen im basischen Milieu, etwa der Muttermilch, anreichern; dies wird manchmal als eine „inverse“ (also umgekehrte) Ionenfalle bezeichnet.

## Ionenfalle in der Vakuole von Pflanzenzellen
Die zentrale Vakuole in Pflanzenzellen besitzt ein gegenüber dem umgebenden Zytoplasma saureres Milieu (pH-Wert etwa 5 bis 6). Lösliche, ungeladene Substanzen können die die Vakuole umgebende Membran (den Tonoplasten) relativ leicht durchdringen. Wenn die Substanz innerhalb der Vakuole im saureren Milieu protoniert wird, wird aus dem ungeladenen Molekül ein Ion mit positiver elektrischer Ladung. Durch die höhere Polarität des Ions kann dieses die (lipophile) Membran nicht mehr passieren. Durch diesen Mechanismus können ungeladene Moleküle in die Vakuole einströmen, sie aber als geladene Ionen nicht mehr verlassen, wodurch die Vakuole quasi als Falle wirkt. Über den Mechanismus ist eine Anreicherung um den Faktor 1000 möglich, bis durch die auch im sauren Milieu verbleibenden wenigen ungeladenen Moleküle ein Diffusionsgleichgewicht zur Umgebung hergestellt wird.
Dem Ionenfallen-Mechanismus wurde zeitweise in lebenden Zellen eine große Bedeutung zugesprochen, um etwa giftig wirkende Alkaloide in der Vakuole anzureichern. Er zeichnet sich dadurch aus, dass er unspezifisch wirkt und keinen besonderen, ATP-bedürftigen Ionenkanal voraussetzt, also rein passiv anreichert. Inzwischen ist aber klar, dass die meisten Anreicherungsvorgänge in der Vakuole von Pflanzenzellen nicht auf solchen passiven Mechanismen beruhen können.
Traditionell wird die Ionenfalle für eine klassische Farbstoffreaktion mit dem Farbstoff Neutralrot ausgenutzt. Neutralrot ist im basischen und neutralen Bereich ungeladen und gelblich gefärbt und färbt sich im Sauren als (positiv geladenes, protoniertes) Kation um nach rot. Durch die Anreicherung der Farbstoffmoleküle in der Vakuole ist diese intensiv gefärbt. Der Farbstoff kann so als Lebendfarbstoff eingesetzt werden, da er, in der Vakuole abgeschirmt, auch in hohen Konzentrationen die Zelle nicht zum Absterben bringt. Die Reaktion kann zum Beispiel eingesetzt werden, um lebende Zellen nachzuweisen (da das besondere Milieu der Zentralvakuole nur über aktive Transportvorgänge aufrechterhalten wird und sich in toten Zellen rasch ausgleicht). Außerdem kann so getestet werden, ob die Tonoplasten noch intakt sind, wenn Zellen zum Beispiel künstlich fragmentiert worden sind. Die Farbreaktion wird auch als einfacher Schülerversuch in Schulen durchgeführt. Da der Farbstoff Neutralrot, wie auch das ganz ähnlich einsetzbare Acridinorange, außerdem fluoresziert, kann der Test etwa auch für Anwendungen wie die Fluoreszenzmikroskopie eingesetzt werden. Außerdem ist so ein Test des pH in Kompartimenten lebender Zellen möglich.

## Ionenfallen in tierischen Zellen und Geweben
Ganz ähnlich wie in der Zentralvakuole von Pflanzenzellen kann sich der Farbstoff Neutralrot auch in den Lysosomen, besonderen Organellen in tierischen Zellen, die sauer reagierende Verdauungsenzyme enthalten, passiv anreichern und diese anfärben. Mit dem Neutralrot-Test wird so getestet, ob die Zellen intakt und lebendig sind.
Neben Zellorganellen können in tierischen Organismen, und so auch beim Menschen, Zellen oder ganze Gewebe als Ionenfalle wirken. Gefürchtet ist etwa die Wirkung von übersäuertem Gewebe (Azidose), etwa als Folge einer Entzündungsreaktion, als Ionenfalle für Lokalanästhetika. Die protonierten Moleküle des Anästhetikums können anschließend keine Membranen mehr durchdringen und können sich so in der extrazellulären Matrix anreichern und so lokal ungesund hohe Konzentrationen erreichen. Ähnlich kann eine, Hyperkapnie genannte, lokale Erhöhung des sauer wirkenden Kohlenstoffdioxid-Gehalts besonders gut durchblutetes Gewebe selektiv ansäuern, in dem sich dann Lokalanästhetika anreichern. Dadurch können im Zentralnervensystem Nervenzellen geschädigt werden. Da auch das Innere der Nervenzellen, aufgrund der Natrium-Ionenkanäle saurer als das umgebende Milieu wirkt, können sich die Substanzen so auch selektiv in Nervenzellen anreichern.
In einer Umkehrung der Reaktion reichern sich einige Substanzen aufgrund desselben Mechanismus selektiv in der, schwach basisch wirkenden, Muttermilch an. Dabei werden im Blutplasma polare, als Ionen vorliegende Moleküle im basischeren Milieu der Muttermilch fixiert. Dies kann dazu führen, dass Säuglinge einer höheren Dosierung ausgesetzt sind als der mütterliche Organismus.